# Grasshopper Club Zürich
Grasshopper Club Zürich – klub sportowy ze Szwajcarii mieszczący się w Zurychu. Najstarszą i najbardziej znaną sekcją klubu jest drużyna piłkarska. W skład klubu wchodzą również sekcje działające w następujących dyscyplinach sportu: wioślarstwo, hokej na lodzie, piłka ręczna, tenis ziemny, hokej na trawie, curling, squash i unihokej.

## Historia
Drużyna piłkarska, najczęściej utożsamiana z nazwą Grasshopper Club Zürich, z dorobkiem 27 mistrzostw, jest tym samym drużyną z największą liczbą mistrzostw kraju w Szwajcarii. Grasshoppers mają również na koncie 18 zwycięstw w Pucharze Szwajcarii, 2 w Pucharze Ligi, 1 w Superpucharze Szwajcarii oraz 2 awanse do Pucharu UEFA poprzez Puchar Intertoto UEFA. W zespole grało i gra wielu reprezentantów kraju.
Korzenie nazwy Grasshoppers nie są znane, aczkolwiek najczęstszym wyjaśnieniem nazwy są huczne celebracje po strzale gola, wykonywane przez graczy z wczesnych lat istnienia klubu.
Klub został założony 1 września 1886 roku przez Tom E. Griffitha, angielskiego studenta. Dzięki dotacji w wysokości 20 franków szwajcarskich, klub był w stanie zakupić piłki oraz biało-niebieskie stroje. Pierwszy mecz został rozegrany w listopadzie 1886 r. przeciwko drużynie ETH. W roku 1893 Grasshoppers zostało pierwszą szwajcarską drużyną, która zagrała w Niemczech, pokonując 1-0 RC Strasbourg.
W 1896 roku klub rozpoczął ligową rywalizację, konkurując z lokalnym rywalem FC Zürich. W 1898 roku Grasshoppers Zurych zdobyła swój pierwszy tytuł Mistrza Kraju, rozpoczynając tym kolekcję 27 mistrzostw kraju i 18 pucharów kraju. W roku 1909 klub wycofał się z krajowej federacji piłkarskiej i taki stan pozostawał do końca I Wojny Światowej. Ponownie klub przystąpił do rozgrywek w 1919 roku.
W 1997 roku klub Grasshoppers został sprywatyzowany, a od maja 2005 formalnie zorganizowany jest jako Neue Grasshopper Fussball AG.
Po kilkukrotnych występach w pucharach europejskich, wliczając w to występy w Lidze Mistrzów w 1996 (zespół dotarł do fazy grupowej), zespół stał jedną z najbardziej rozpoznawalnych, szwajcarskich drużyn piłkarskich.
Po sezonie 2018/2019 klub po 68 latach w najwyższej klasie rozgrywkowej spadł do drugiej ligi szwajcarskiej.

## Osiągnięcia
- 27 razy Mistrzostwo Szwajcarii: 1898, 1900, 1901, 1905, 1921, 1927, 1928, 1931, 1937, 1939, 1942, 1943, 1945, 1952, 1956, 1971, 1978, 1982, 1983, 1984, 1990, 1991, 1995, 1996, 1998, 2001, 2003
- 19 razy Puchar Szwajcarii: 1926, 1927, 1932, 1934, 1937, 1938, 1940, 1941, 1942, 1943, 1946, 1952, 1956, 1983, 1988, 1989, 1990, 1994, 2013
- 2 razy Puchar Ligi: 1973, 1975
- 1 raz Superpuchar Szwajcarii: 1989
- 2 razy awans do Pucharu UEFA poprzez Puchar Intertoto: 2006, 2008

## Skład w sezonie 2017/2018
| Nr | Poz. | Piłkarz                                          |
| -- | ---- | ------------------------------------------------ |
| 1  | BR   | Heinz Lindner                                    |
| 3  | OB   | Jean-Pierre Rhyner                               |
| 4  | OB   | Milan Vilotić                                    |
| 5  | OB   | Aleksandar Cvetković                             |
| 6  | OB   | Alban Pnishi                                     |
| 7  | PO   | Gjelbrim Taipi                                   |
| 8  | PO   | Marko Bašić                                      |
| 9  | NA   | Marco Djuricin (wypożyczony z Red Bull Salzburg) |
| 10 | PO   | Lucas Andersen                                   |
| 11 | PO   | Rifet Kapić                                      |
| 13 | OB   | Emil Bergström (wypożyczony z Rubinu Kazań)      |
| 14 | OB   | Numa Lavanchy                                    |
| 15 | OB   | Souleyman Doumbia (wypożyczony z Bari)           |

| Nr | Poz. | Piłkarz                                        |
| -- | ---- | ---------------------------------------------- |
| 16 | PO   | Jeffrén Suárez                                 |
| 17 | PO   | Michal Faško                                   |
| 18 | BR   | Vaso Vasic                                     |
| 19 | NA   | Kenan Kodro (wypożyczony z 1. FSV Mainz 05)    |
| 20 | OB   | Trent Sainsbury (wypożyczony z Jiangsu Suning) |
| 22 | OB   | Cedric Zesiger                                 |
| 24 | PO   | Bujar Lika                                     |
| 25 | PO   | Nikola Sukacev                                 |
| 27 | BR   | João Ngongo                                    |
| 28 | PO   | Petar Pušić                                    |
| 30 | PO   | Nedim Bajrami                                  |
| 31 | NA   | Albion Avdijaj                                 |
| 34 | OB   | Allan Arigoni                                  |